# Benny Heylen
Benny Heylen (né le 20 septembre 1962 à Heist-op-den-Berg) est un coureur cycliste belge. Il a notamment été champion de Belgique de VTT cross-country en 1993 et 1994.

## Palmarès sur route

### Palmarès amateur
- 1983
  - 2e de la Coupe Marcel Indekeu
- 1984
  - Coupe Marcel Indekeu
- 1985
  - 2e de la Flèche ardennaise
- 1986
  - 2e de la Coupe Marcel Indekeu
  - 3e du Circuit des régions flamandes
- 1987
  - Flèche ardennaise
  - Circuit Het Volk amateurs
  - 2e de la Coupe Marcel Indekeu

### Palmarès professionnel
- 1989
  - Grand Prix de la ville de Vilvorde
- 1991
  - 3e du Circuit des bords flamands de l'Escaut
  - 10e de la Flèche wallonne

## Palmarès en VTT
- 1993
  -  Champion de Belgique de cross-country
- 1994
  -  Champion de Belgique de cross-country
  - 3e du championnat d'Europe de cross-country